# 福井千夏
福井千夏（ふくいちなつ、1988年7月7日 - ）は日本の女優。
埼玉県出身、血液型はA型。

## 人物
2006年、オーディションに合格し劇団リリパットアーミーIIに入団。当時高校3年生。
小柄で童顔であることから、子供の役を演じる事が多く劇団☆新感線の粟根まことは小動物として愛してやまないほど（わかぎゑふ談）。
2010年6月、リリパットアーミーII 25周年記念公演第一弾 『罪と、罪なき罪』を最後に退団した後、フリーの役者として活動を開始。
2015年、70名以上の応募者の中から生田萬＋AI・HALL「夜の子供2 やさしいおじさん」の主役を勝ち取る。

## 出演

### 舞台
- リリパットアーミーII 『大阪芝居〜街編〜』
- リリパットアーミーII 『罪と、罪なき罪』 - 河野トキ役
- リリパットアーミーII 『大阪芝居〜ウエディング編〜』
- リリパットアーミーII 『時の男〜higauta〜』 - 源楠子役
- ラックシステム15周年記念公演第一弾 『お弔い』
- ラックシステム15周年記念公演第二弾 『お祝い』
- ラックシステム15周年記念公演第三弾 『お代り』
- 美津乃あわ一人芝居 『ぬくい女』（演出助手）
- リリパットアーミーII 25周年記念公演第一弾 『罪と、罪なき罪』 - 河野トキ役
- 川末団　「夜、集まる」作・演出　川末敦
- 劇団それいけ!川末「ただいま。」作・演出 川末敦
- 万博設計「万博設計04 幽霊'」作・演出 橋本匡 - 浅田スバル役
- 劇団往来プロデュース公演「我愛你〜WAR I NEED〜」作 田中守幸、演出 鈴木健之亮 - シン役
- 日本の近代戯曲研修セミナーin大阪　『第一人者』作 真山青果、演出 橋本匡
- 万博設計06「苔生す箱舟」作・演出：橋本匡市 - 三女役
- 万博設計07「SERVICE」作・演出：橋本匡市
- 生田萬＋AI・HALL「夜の子供2 やさしいおじさん」作・演出：生田萬 - 梶コージ役
- 伊丹想流私塾マスターコース・戯曲セッション「Ephemeral」作 喜出夏代、演出 林慎一郎（極東退屈道場）
- 伊丹想流私塾第21期生公演『武芸帖』総合演出：高橋恵
- 万博設計08「駱駝の骨壺」作・演出：橋本匡市 - らくだ役

## 関連人物
- リリパットアーミーII
- わかぎゑふ
- 朝深大介
- コング桑田
- 生田朗子
- 野田晋市
- 千田訓子
- 上田 宏
- 谷川未佳
- 祖父江伸如